# نبرد لشفلد
نبرد لِشفِلد (آلمانی: Schlacht auf dem Lechfeld, مجاری: Lechfeldi csata) یا نبرد آوگسبورگ، مجموعه‌ای از درگیری‌ها بین نیروهای اتوی یکم، پادشاه آلمان و مهاجمان مجار به فرماندهی لِهِل، بولچو و شور در نزدیکی رود لش در آوگسبورگ بود که از دهم تا دوازدهم اوت سال ۹۵۵ میلادی به مدت سه روز به طول انجامید. پیروزی اتو و کشته شدن اکثریت مجارها در این نبرد، به یورش مجارها به اروپای لاتین خاتمه داد.

## پیش‌زمینه

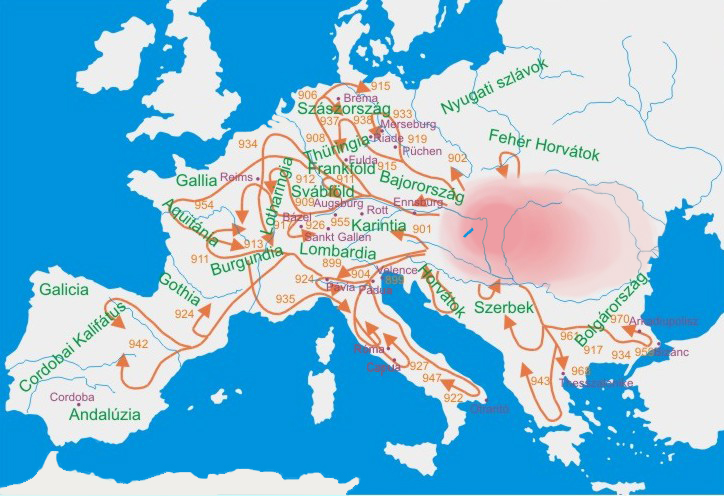
حملات مجارها به اروپا

سواران قبایل عشایر مجار پیشتر از سال ۸۹۹ با تاراج به سرزمین‌های همسایه بخش گسترده‌ای از پهنه قاره اروپا را ویران کرده‌بودند.
اتوی یکم پس از سرکوب شورش پسر و داماد خود، لیودولف و کنراد، سپاهش را به ساکسونی انتقال داد. در اوایل ماه ژوئیه فرماندهان مجار را به عنوان سفیران صلح پذیرفت، اما مظنون بود که در واقع در حال ارزیابی برای شورش باشند. پس از چند روز، اتو با هدایای کوچک آنان را وداع کرد.
به زودی، پیک هنری یکم، دوک بایرن و برادر اتو در ماگدبورگ خبر از حمله مجارها و قصدشان برای نبرد با اتو آورد. نبرد شش هفته پس از اولین گزارش حمله صورت گرفت.
اتو به نیروهای خود دستور داد در نزدیکی دانوب، در مجاورت نویبورگ آن در دوناو و اینگولشتات تمرکز کنند که از نظر راهبردی، بهترین مکان برای تمرکز نیروهای خود قبل از نبرد نهایی بر مجارها بود.
لشکر دیگری نیز در سیر نبرد تأثیرگذار بود. در نبردهای پیشین، در سال‌های ۹۳۲ و ۹۵۴، هجوم مجارها به سرزمین آلمان از جنوب دانوب و عقب‌نشینی آنها به موطن اصلی از طریق لوتارنژی به پادشاهی فرانک باختری و سرانجام، از طریق ایتالیا انجام گرفت که به معنی دور برگردانی ابتدا به سمت غرب، سپس به سمت جنوب و به شرق به سرزمین مادری بود؛ با این حساب از عقوبت اعمالشان در سرزمین‌های آلمانی در امان مانده بودند. اتو با علم به این موضوع، مصمم بود آنها را به دام بیندازد؛ بنابراین به برادرش، برونوی کبیر، دستور داد نیروهای لوتارنژی را نگاه دارد تا با نیروی قدرتمندی از شوالیه‌ها از غرب مجارها را تحت فشار قرار دهند، و نیروی شوالیه‌ای دیگری به همان اندازه قوی آنها را از شرق تعقیب کند تا مجارها قادر به فرار نباشند.

## نبرد

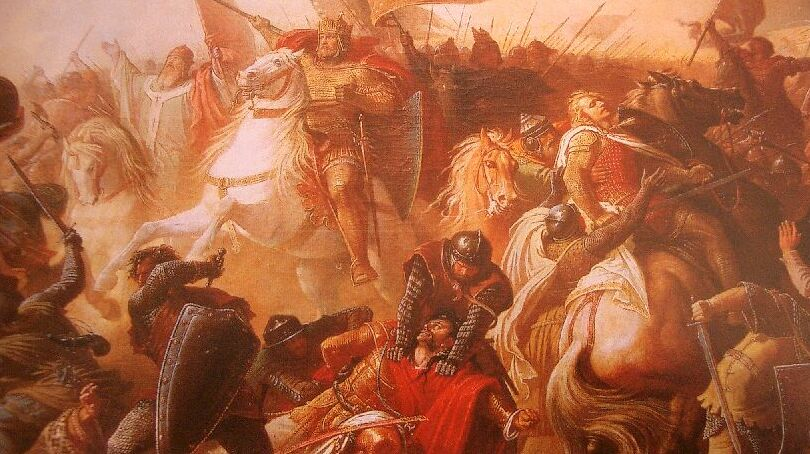
نگاره ای از نبرد لشفلد، نقاشی قرن نوزدهم

تاریخ نگاران حوالی اولم را نخستین محل اردوی نیروهای اتو نقل کرده‌اند. به فرمان پادشاه نیروها به سمت اینگولشتات و نویبورگ در شمال شرقی حرکت کردند تا از این محل خطوط تدارکاتی متجاوزان را قطع کنند. ساکسون‌ها، فرانک‌ها، بایرنی‌ها، شوابنی‌ها و بوهمی‌ها نفرات سپاه پادشاه را تشکیل می‌دادند که اغلب سواره‌نظام سنگین بودند. این نیروها در هشت واحد هزار نفری سازمان یافته بودند. پیش از آن که این سپاه به آوگسبورگ برسد عده‌ای از مردان با خروج شبانه از شهر خود را به آن رساندند تا سهم خود را ادا کرده باشند.
سپاه اتو برای در امان ماندن از تیرهای سوارکاران کماندار مجار، راهی از درون جنگل را جهت رساندن خود به دشمن انتخاب کردند. به هر حال همین مسئله باعث کاهش میدان و برد دید آن‌ها گشت. دهم ماه اوت بخشی از سواران مجار با استفاده از همین شرایط موفق شدند با دور زدن نیروهای اتو، بوهمی‌ها و شوابنی‌ها که مسئول حفاظت از خط تدارکات بودند، را در هم کوبیده اردوگاه آن‌ها را به تصرف خود درآورند. درحالیکه مجارها در حال جمع‌آوری غنائم بودند، حمله کنراد سرخ، دوک لورن موجب عقب رانده شدن آن‌ها شد. این اقدام از به محاصره درآمدن آلمانی‌ها جلوگیری نمود.
با فرض افسانه بودن متون حماسی، در مجموع اطلاعات اندکی در ارتباط با جزئیات نبرد اصلی وجود دارد. آنچه مسلم است مرگ یکی از برادران اولریخ، اسقف اعظم آوگسبورگ و شدیداً زخمی شدن و مرگ کنراد سرخ در اثر برخورد تیر به گردنش است. بنابر قولی طوفان و بارش باران تابستانی که موجب کم اثر شدن کمانداران مجار گشت، نقش به سزایی در سرنوشت نبرد داشت. ویدوکیند، تاریخ‌نگار ساکسون معاصر اتوی یکم از نقل این باران و تأثیر آن احتمالاً به سبب کتمان دخالت نیروهای ماورایی در نتیجه نبرد، خودداری کرده‌است.
اتو از شیوه پدرش هاینریش در مقابل مجارها استفاده کرد. در این روش جهت رسیدن سواره‌نظام سنگین به سوارکاران کماندار سبک مجار، تخست نیروهای سبک‌تر از جمله پیاده‌نظام و سواره‌نظام سبک راهی میدان شدند سپس با درگیر شدن مجارها با این نیروها، سواره‌نظام سنگین خود را به محل رساندند.
در پایان، مجارها با ناامیدی از پیروزی، به شکل منظم قصد ترک میدان و عقب‌نشینی کردند. تعدادشان همچنان به اندازه‌ای زیاد بود (دست کم بیست هزار نفر) که هنگام نزدیک شدن به آوگسبورگ برای گذر از رود لش، مدافعان خیال کردند مجارها بدون تحمل آسیب از جانب نیروهای اتو، مجدداً شروع به تهاجم به شهر کرده‌اند. هنگامی متوجه نیت اصلی آن‌ها شدند که مجارها با عجله می‌خواستند از رود لش عبور کنند. برخی بر این عقیده‌اند این عقب‌نشینی تاکتیکی بوده تا آرایش قوای آلمانی را همانند نمونه نبردهای سال‌های گذشته به هم بریزد. حتی اگر بدین‌گونه بود، این روش با شکست مواجه شد. گفته می‌شود بارش دوباره باران همان بلایی پیشین را بر سر مجارها آورد. علاوه بر کم اثر شدن کمانداران مجار، باران موجب طغیان رودخانه گشت و عبور سریع از آن را زیر سایه تهدید دشمن بسیار مشکل ساخت.
به دستور پادشاه تمامی پل‌ها بر روی رود شل جهت امتناع از فرار دشمن مسدود شد. تعدادی از مجارها از ترس جان خود به‌آبادی‌های اطراف گریختند. بخشی از آن درون رودخانه خروشان غرق شدند. عده دیگری در حال عقب‌نشینی توسط آلمانی‌ها قتل‌عام گردیدند. در این میان بولچو، لِهِل و شور از فرماندهان ارشد مجار به اسارت درآمدند که هر سه مدتی بعد به دار آویخته شدند. آلمانی‌ها با تصرف اردوگاه مجارها علاوه بر آزادسازی اسرا، غنائمی را که مجارها از خط تدارکاتشان به دست آورده بودند، را پس گرفتند. تعدادی از اسرای مجار نیز با بریده شدن گوش و دماغشان به سرزمین خود پس فرستاده شدند.

## پیامد
اتو با صرف نظر از حمله به سرزمین مجارها، پس از این نبرد قدرت فوق‌العاده بیشتری یافت و سال ۹۶۲ میلادی، با تاجگذاری توسط پاپ ژان دوازدهم، خود را امپراتور مقدس روم خواند.
شکست مجارها علاوه بر متوقف شدن حملات ده‌ها ساله به سرزمین‌های غربی، تغییرات بنیادینی در ساختار اجتماعی آنان ایجاد کرد که نهایتاً منجر به تشکیل پادشاهی مجارستان شد. پس از نابودی قدرت جنگجویان سوارکار، مجارها بیش از پیش با اسلاوها آمیختند و یکجانشین شدند. به درخواست گِزا، حاکم مجارستان مبلغان مسیحی از جانب پادشاه آلمان به این سرزمین وارد شدند. ایشتوان یکم، جانشین و پسر او با گیزلا، شاهزاده اهل بایرن ازدواج کرد.

## یادداشت
1. ↑  Lehel
2. ↑  Bulcsú
3. ↑  Súr